# フィリップ・ジヤン
フィリップ・ジヤン (Philippe Djian, 1942年6月3日 - ) は、フランスの作家、作詞家、翻訳家。
1942年6月3日、フランス、パリ生まれ。
『ベティ・ブルー―愛と激情の日々（37°2 le matin）』（1985年）の作者として知られる。
なお、『ベティ・ブルー―愛と激情の日々』の邦訳版 (ハヤカワ文庫NV、1987年)では、著者名は「フィリップ・ディジャン」と記載されている。

## 経歴
フィリップ・ジヤン（Philippe Djian）は、パリ10区のちょっとしたブルジョワ家庭の3人きょうだいの長子として生まれた。中学校（collège）で知り合った友人、ジェローム・ウケ（Jérôme Equer）によって文学に開眼し、次に自ら書き始める。まずはウケと一緒に行った旅行の記録という形で書き始めた。最初の旅行は、J・D・サリンジャーの『ライ麦畑でつかまえて（キャッチャー・イン・ザ・ライ）』を追いかけた18歳のときのアメリカ合衆国行きであった。次に『パリ・マッチ』に寄稿する記事のためにコロンビアに行った。
初期の読書によってジヤンは文体の大切さを頭に叩き込んだ。ルイ＝フェルディナン・セリーヌの『なしくずしの死』、ウィリアム・フォークナーの『死の床に横たわりて』、J.D.サリンジャーの『ライ麦畑でつかまえて』。興味はアメリカ文学に向かった。「書くこと、それは調和を与えることである。時間に贈り物をすることである。空間に動きを、もの憂さにスウィングを与えることである。これらはジャック・ケルアックから学んだことなのだ。最も重要で本質的で生死に関わる教え。そのためにケルアックは知識人たちから放逐されたわけだが」。2002年に出版されたジヤンの『石盤（Ardoise）』は、「私の人生に大変な衝撃を与え、私を文学に導いてくれた最初の10人（の作家）に」捧げられている。つまり、J・D・サリンジャー、ルイ＝フェルディナン・セリーヌ、ブレーズ・サンドラール、ジャック・ケルアック、ハーマン・メルヴィル、ヘンリー・ミラー、ウィリアム・フォークナー、アーネスト・ヘミングウェイ、レイモンド・カーヴァー、リチャード・ブローティガンである。ジヤンがブローディガンを知ったのは1970年代終わりのことである。「まず『バビロンを夢見て』(en)を読み、衝撃を受けた。信じられないような発見だった。楽しむとともに深刻でいられるなんて考えもしなかった。私に感銘を与えた詩だ、日常をうたった詩なんだけれども」。1985年の『ベティ・ブルーーー愛と激情の日々』の銘句にジヤンがその作者として選んだのはブローディガンだった。
ジヤンはデニス・ジョンソンとマーティン・エイミスも評価している。「しかし、彼らのほうが自分より優れていると思うので、自分が書くときには読まないようにしている」とジヤンは2003年の雑誌『リール Lire（読む）』できっぱりと言っている。より最近では、2010年に雑誌『レクスプレス l’Expresse』で、「今大好きなのはジェイ・マキナニー（略）とブレット・イーストン・エリスだ。『アメリカン・サイコ』もいいが、強烈すぎる。やはりフィリップ・ロスが最高だと思う。中でも『アメリカン・パストラル』が一番だ」と語っている。フランス文学に関しては同じ『レクスプレス』のインタビューでパトリック・モディアノ、ジャン・エシュノーズ、クリスチャン・ガリを自分より「優れた」作家として挙げている。
自分の作品については、「それらは当初書きたいと思ったような作品では決してない。私は自分で読みたいと思う作品を書こうと努めている。しかし、書き終えるとそうではなくなっているのだ。結果としてその作品に満足できず、別のものを書かざるをえなくなるのだ」。彼の作品は（いうまでもなく）ひとつの文から始まる。「インスピレーションで書くのは（そして今も書き続けているのは）、最初の文だけだ。この有名な最初の文からすべてが流れ出てくる」。。彼は作品を手書きしたことはない。常にタイプライターを用い、のちにコンピュータを使うようになった。。
ジヤンは1970年代半ば、25歳のときにのちに妻となる女性と出合った。アネというあだ名の彼女はそのとき16歳だった。彼女は画家となり、二人は何人もの子を儲けた
ジヤンはジャーナリズムの学校を出て、『デテクティブ Détective』紙で１年以上、記事の原稿を読む係を務めた。ル・アーヴルで港湾労働者となったり、ガリマールの倉庫係、売り子の仕事もした。また1969年にルイ＝フェルディナン・セリーヌの『リゴドン』が作家の死後出版される際に、『ル・マガジン・リテレール Le Magazine littéraire』のために未亡人リュセット・デトゥーシュにインタビューした。最初のいくつかの短編小説を書いたのは、夜間、ラ・フェルテ・ベルナールにある高速道路の詰所で過ごしたときのことだった。これらの短編は1981年に出版された短編集『50対1（50 contre 1）』に収録されている。「自分では作品を書き始めたと言えるのは、『性感帯（Zone érogène）』（1984）からだと思っている。大きく前進したのは、たぶん第一人称で書くようになったときだ」。1985年には『ベティ・ブルーー愛と激情の日々（37°2 le matin）』が出版された。「関心があったのは、ばかな物語を語ることであり、それをよく書くことだった」。この小説は翌年ジャン＝ジャック・べネックスによって映画化された。映画の成功によってこの小説の文庫本版は非常によく売れ、ジヤンは人気作家となった。
同じ1986年、彼の小説としては二番目の映画化作品が封切られた。イヴ・ボワセ 監督による『地獄としての青』である。フィリップ・ジヤンはその数年後、1993年のことだが、この作品は「吐き気を催す映画」だったと言っている。同時期に、彼は『ル・フィガロ』紙によるインタビューの中で次のようにも言っている。「ジョン・カサヴェテスに私の作品のどれかを映画化して欲しかったが、彼は亡くなってしまった。ガス・ヴァン・サントはいいねえ。もし彼が映画したいというなら、権利を無料進呈する。彼からは金はもらわないよ」。
1980年代末、当時すでに数年来の友人であったアントワーヌ・ド・コーヌがジヤンにステファン・エシェールを紹介した。二人は深い友情で結ばれた。1989年にジヤンはエシェールの作詞家となり、８つのアルバムでエシェールが作曲した曲に詞を書いた。そのうちのヒット曲として『平和な昼食（フランス語: Déjeuner en Pais）Déjener en Paix』、『君みたいな友達はいない Pas d’ami comme toi』、『私に負い目を感じるな Tu ne me dois rien』がある。「私はエシェールに詞を書くとき、自分だけが目立てばいいというような詞を書こうとしてしまうんだ。『これはエシェールにふさわしいだろうか』などとは決して思わない。その証拠として、彼が”r”の発音がうまくできず、私がフレーズを変えなければならないなどということがある」　2007年、ジヤンはエシェールにトゥルーズで開かれる文学フェスティバルで一緒に舞台に上がってほしいと頼んだ。彼らは2009年の文学フェスティバル『文学のパリ全部（フランス語: Paris toutes en lettres）Paris toutes en lettres』においても同様の共演をし、以後2011年まで二人で文学的コンサートのシリーズを持った。以来彼らは定期的に様々な文学フェスティバルで一緒に舞台に上がっている。フィリップ・ジヤンはまた、2002年にステファン・エシェールがジョニー・アリデーのために作曲した『戻ってくるな Ne reviens pas』に歌詞を提供している。
フィリップ・ジヤンは頻繁に引越しをしている。ボストンに住み、次にフィレンツェ 、ボルドー、さらにローザンヌに住んだ。ローザンヌへの引っ越しはステファン・エシェールの助言によるものである。1990年代の終わり頃、ジヤンはこの街に家族とともに5年間近く住んだ。
『ドギー・バッグ(Doggy Bag)』は、アメリカのテレビ・シリーズに着想を得た６シーズン（６巻）の文学シリーズであり、シーズン１が2005年に出版され、2008年に完結した。このうちシーズン４は、2007年に クポール賞（フランス語: Prix La Coupole）を受賞した。また、ジヤンは2009年に『許されざる者たち(Impardonnables)』でジャン＝フルジテ賞（フランス語: Prix Jean-Freustié）を受賞している。
2000年代の初め、ジヤンは英語の戯曲をフランス語に翻訳する仕事にとりかかり、ガリマールのためにハロルド・ピンターのふたつの戯曲、『帰郷』と『管理人』を翻訳した。『管理人』によって、「モリエール2007」の「モリエール脚色賞」の候補としてノミネートされている。2002年から2013年にかけてはイギリスの劇作家マーティン・クリンプの戯曲６作を翻訳してアルシュから出版し、『街』によって、「モリエール2009」のモリエール脚色賞の候補となった。この時期、ジアンは自分でも劇作に挑戦し、2008年にユニークな戯曲『彼』を出版した。
2010年代の初め、諸分野の芸術家たちをまとめ、彼の名義で作品を作るという試みをしたが、失敗した。
2012年には『オウ・・・』でアンテラリエ賞を受賞した。
2014年と2015年にかけて、ルーヴル美術館は彼にすべてをまかせて展覧会『旅ーーフィリップ・ジヤン』を開催した。